# Geranium platyanthum
Geranium platyanthum là một loài thực vật có hoa trong họ Mỏ hạc. Loài này được Duthie mô tả khoa học đầu tiên năm 1906.